# Elkjøp
Elkjøp är en norsk hemelektronikkedja som grundades 1962 i Blåkorsgården i Oslo.. År 2015 hade kedjan cirka 24 000 anställda och 400 varuhus i Norden varav 140 butiker i Norge. Huvudkontoret ligger i Nydalen, Norge.
Elkjøpkoncernen ägs sedan 1999 av den brittiska hemelektronikkoncernen Dixons plc, vilka sedermera utvecklats till Currys. Elkjøp äger i sin tur butikskedjan Elgiganten i Sverige (1994) och Danmark (1996) samt på Åland (2008). På Island äger Elkjøp hemelektronikkedjan Elko, grundad 28 februari 1998. År 2009 fanns det fyra butiker med 80 anställda. I Finland äger Elkjøp företaget Gigantti, som grundades 1998 och 2006 fanns på 38 orter. På Färöarna finns Elkjøp etablerat under namnet Elding med tre butiker. Elkjøp äger även butikskedjan PC City, som tidigare hade åtta fysiska butiker i Sverige, vilka började läggas ned i början av 2009, därefter drevs endast webbutik under namnet Electroworld, fram tills den 1 februari 2016, då även den avvecklades.
År 2008 startades den första Elkjøp Express-butiken som är en mindre variant av Elkjøp som säljer mobiltelefoner, datorer, surfplattor med mera. Dessa butiker ligger främst i köpcenter och i större handelsgator som Karl Johan och Bogstadveien. Elkjøp Express, som då bestod av 22 butiker, bytte namn från Elkjøp Express till Elkjøp Phonehouse våren år 2015.
Elkjøpkoncernen ägs sedan 1999 av den brittiska hemelektronikkoncernen Dixons plc, vilka sedermera utvecklats till Dixons Carphone. Dixons Carphone har bytt bolags namn tillCurrys sedan September år 2021.

## Lefdal
var en norsk hemelektronikkedja som ägdes av Dixons Carphone. Företaget drevs som ett fristående bolag med egen ledning och ledarskap. Den slogs ihop med Elkjøp den 15 januari 2018.
Företaget startade 1936 på Bekkestua i Oslo och vid sammanslagningen 2018 hade Lefdal 20 butiker i Oslo-området, Sandefjord, Haugesund, Hamar, Fredrikstad, Sandnes, Trondheim, Bergen, Ålesund, Molde och Kristiansand.

## Elkjøp Phonehouse
Elkjøp Phonehouse, är sedan Elkjøps förvärv av The Phone House, en del av Elkjøp i Norden. I Norge bär butikerna namnet från båda kedjorna från och med våren 2015.
Elkjøp Phonehouse är en oberoende återförsäljare specialiserad på mobil kommunikation. De har operatörer som Tre, Tele2, Telia, Telenor, Comviq och Halebop och utvalda tillverkare i sortimentet är Apple, Samsung, HTC, Sony och LG med flera. Elkjøp Phonehouse riktar sig både till privatpersoner och företagskunder.
The Phone House grundades 1984 av Bob Erixon, då som GEAB. Idag ägs butikskedjan av Dixons Carphone, efter att de tidigare ägarna The Carphone Warehouse och nuvarande delägarna Dixons Retail slagits samman. Före år 2015, innan butikerna i Norge bytte namn till Elkjøp Phonehouse hette de Elkjøp Express. Under namnet The Phone House drivs butiker i Sverige, Storbritannien, Portugal, Nederländerna, Norge, Spanien, Tyskland och Irland. Totalt har man över 2 400 butiker i Europa.